# Oliver Kasper
Oliver Kasper (* 17. April 1967 in Düsseldorf) ist ein ehemaliger deutscher Eishockeyspieler, der unter anderem für die Düsseldorfer EG (DEG) in der Bundesliga und den EC Ratingen in der Deutschen Eishockey Liga (DEL) aktiv war. Mit der DEG wurde er zweimal Deutscher Meister.

## Karriere
Schon im Nachwuchs der Düsseldorfer EG (DEG) stellte Oliver Kasper in den frühen 1980er Jahren sein Talent unter Beweis – etwa als er für das U18-Team der DEG in der Saison 1982/83 in nur 18 Spielen in der Jugend-Bundesliga 84 Tore erzielte. Zwischen 1981 und 1984 feierte er in unterschiedlichen Altersklassen insgesamt fünf deutsche Meisterschaften.
Im Alter von 17 Jahren absolvierte Kasper in der Saison 1984/85 seine ersten Spiele für die Profimannschaft der DEG in der Bundesliga. Nachdem er zwischen 1985 und 1987 knapp eineinhalb Jahren beim Duisburger SC gespielt hatte, kehrte er nach Düsseldorf zurück und entwickelte sich zum Stammspieler. In der Saison 1989/90 wurde er mit der Mannschaft erstmals Deutscher Meister. Mit 21 Scorerpunkten war er in den Playoffs nach Gerd Truntschka und Dieter Hegen der dritterfolgreichste Stürmer seines Teams.
Im Folgejahr verteidigte die DEG den Meistertitel, doch Kasper konnte seine persönlichen Leistungen nicht bestätigen. Daraufhin wechselte er in die 2. Bundesliga, wo er in den kommenden drei Jahren für den EC Ratingen, EHC Essen-West und ECD Sauerland spielte. Nach einer 96-Punkte-Saison beim ECD erhielt er noch einmal die Chance auf einen Vertrag in der höchsten deutschen Spielklasse. Der Stürmer wurde zur Saison 1994/95 vom inzwischen aufgestiegenen EC Ratingen aus der neu geschaffenen Deutschen Eishockey Liga (DEL) verpflichtet.
Von 1995 bis 1999 spielte Kasper dann wieder in der jeweils zweithöchsten Liga für Essen, Duisburg und Düsseldorf, ehe er seine Profikarriere beendete.

### International
Als Nachwuchsspieler wurde Kasper mehrfach für die U16-Nationalmannschaft des Deutschen Eishockey-Bundes nominiert. Für die A-Nationalmannschaft lief er erstmals in der Saison 1990/91 auf. Schon nach wenigen Spielen wurde er aus disziplinarischen Gründen aus dem Kader gestrichen und anschließend nicht erneut berücksichtigt, sodass er nie an großen Turnieren teilnahm.

## Erfolge und Auszeichnungen
| - 1981 Deutscher Schülermeister mit der Düsseldorfer EG - 1982 Deutscher Schülermeister mit der Düsseldorfer EG - 1983 Deutscher Jugendmeister mit der Düsseldorfer EG - 1983 Deutscher Juniorenmeister mit der Düsseldorfer EG | - 1984 Deutscher Jugendmeister mit der Düsseldorfer EG - 1990 Deutscher Meister mit der Düsseldorfer EG - 1991 Deutscher Meister mit der Düsseldorfer EG - 1992 Aufstieg in die Bundesliga mit dem EC Ratingen |

## Karrierestatistik
(Legende zur Spielerstatistik: Sp oder GP = absolvierte Spiele; T oder G = erzielte Tore; V oder A = erzielte Assists; Pkt oder Pts = erzielte Scorerpunkte; SM oder PIM = erhaltene Strafminuten; +/− = Plus/Minus-Bilanz; PP = erzielte Überzahltore; SH = erzielte Unterzahltore; GW = erzielte Siegtore; 1 Play-downs/Relegation; Kursiv: Statistik nicht vollständig); 2bis Saison 1990/91; 3nur Saison 1998/99

## Familie
Oliver Kasper ist der Sohn von Hans Kasper, der im Februar 1959 zu den Gründungsmitgliedern des EC Deilinghofen (ECD) gehörte. Gemeinsam betreiben sie ein Eissport-Fachgeschäft an der Brehmstraße. Sein Onkel Reinhard Kasper spielte viele Jahre für den ECD und Preussen Krefeld in der damals noch zweitklassigen Oberliga.